# Église protestante de Cronenbourg-cité
L'église protestante de Cronenbourg-cité est une église protestante située au no 2 rue Langevin, dans la cité nucléaire, au nord du quartier de Cronenbourg à Strasbourg.
C'est la plus récente des deux paroisses protestantes du quartier, l'autre étant Cronenbourg-centre (église Saint-Sauveur).
Église moderne, érigée en 1968, elle est éclairée par un vitrail représentant la descente du Saint-Esprit.